# SummerSlam 2010
SummerSlam 2010 was een pay-per-viewevenement in het professioneel worstelen dat georganiseerd werd door World Wrestling Entertainment (WWE). Het was de drieëntwintigste editie van SummerSlam en vond plaats in de Staples Center in Los Angeles, Californië op 15 augustus 2010.

## Matchen
| Nr.                                                                          | Match | Winnaar(s)     |
| ---------------------------------------------------------------------------- | --- | -------------- |
| 1                                                                            | Sheamus (c) vs. Randy Orton in een een-op-eenmatch voor het WWE Championship                                                            | Randy Orton1   |
| 2                                                                            | Team WWE (John Cena, John Morrison, R-Truth, Chris Jericho, Bret Hart, Edge en Daniel Bryan) vs. The Nexus in een 7-op-7 tag team match | Team WWE       |
| 3                                                                            | Kane (c) vs. Rey Mysterio in een een-op-eenmatch voor het WWE World Heavyweight Championship                                            | Kane (c)       |
| 4                                                                            | The Big Show vs. The Straight Edge Society in een 3-tegen-1 Handicap Match                                                              | The Big Show   |
| 5                                                                            | Alicia Fox vs. Melina in een een-op-eenmatch voor het WWE Divas Championship                                                            | Melina (nc)    |
| 6                                                                            | Dolph Ziggler vs. Kofi Kingston in een een-op-eenmatch voor het WWE Intercontinental Championship                                       | Dolph Ziggler2 |
| (c) huidige kampioen voor en na de match \| (nc) nieuwe kampioen na de match | |                |

1Randy Orton won van Sheamus door een diskwalificatie maar Sheamus blijft wel WWE Champion.

2De match voor de WWE Intercontinental Championship tussen de kampioen Dolph Ziggler en Kofi Kingston eindigde in een gelijkspel dus blijft Dolph Ziggler WWE Intercontinental Champion.